# 찬성 귀여워!
〈찬성 귀여워!〉(賛成カワイイ！ 산세이카와이![*])는 SKE48의 13번째 싱글이다.

## 개요
전작 〈아름다운 번개〉로부터, 약 4개월 만의 싱글이다.

## 수록곡

### TYPE-A
자켓 사진 (초회 한정반 표지):오오야 마사나·마츠이 쥬리나·무카이다 마나츠·후루카와 아이리
자켓 사진 (통상반 표지):후루카와 아이리·키모토 카논·마츠이 쥬리나·오오바 미나
CD
1. 賛成カワイイ！ / 찬성 귀여워!
(작사: 아키모토 야스시 / 작곡: Sungho / 편곡: 이쿠타 마신)
2. ここで一発 / 여기서 한 방 - 다~스~&츠~마~
(작사: 아키모토 야스시 / 작곡·편곡: 마사키 오사무)
3. 道は なぜ続くのか？ / 길은 왜 계속되는 것인가? - 아이치 토요타 선발
(작사: 아키모토 야스시 / 작곡: 이치카와 유이치 / 편곡: 노나카 “마사” 유이치)
4. ずっとずっと先の今日 / 훨씬 전 앞의 오늘 - 셀렉션18
(작사: 아키모토 야스시 / 작곡: 요리미츠 테루히사 / 편곡: 노나카 “마사” 유이치)
5. 賛成カワイイ！ off vocal
6. ここで一発 off vocal
7. 道は なぜ続くのか？ off vocal
8. ずっとずっと先の今日 off vocal

DVD
1. 賛成カワイイ！ Music Video
2. ここで一発 Music Video
3. 특전 영상
  - 1. 유신군 궐기집회
  - 2. 결전 I 〈안면 프로레스~SKE48의 “얼굴”은 나다!~〉
후타무라 하루카vs스다 아카리
미야마에 아미vs나카니시 유카
쿠마자키 하루카vs마츠무라 카오리
야마다 쥬나vs야마다 레이카
후루하타 나오vs오오야 마사나
키타노 루카vs사카이 메이
야노 아즈키vs타카야나기 아카네
니이도이 사야카vs우메모토 마도카
오기노 리사vs이구치 시오리
이치노 나루미vs츠즈키 리카

초회 한정 봉입 특전
- 전국 악수회 이벤트 참가권 (1매)
- 13th 싱글 선발 멤버 생사진 1매 (전 16종류 중 랜덤으로 1종류)

### TYPE-B
자켓 사진 (초회 한정반 표지):후루하타 나오·마츠이 레나·타카야나기 아카네·이시다 안나
자켓 사진 (통상반 표지):나카니시 유카·무카이다 마나츠·마츠이 레나·후루하타 나오
CD
1. 賛成カワイイ！ / 찬성 귀여워!
2. いつのまにか、弱い者いじめ / 언제부턴가, 약한 자 괴롭힘 - 셀렉션8
(작사: 아키모토 야스시 / 작곡: 테시마 하루키, 나카데라 야스후미 / 편곡: 코모리 유이치, 나카데라 야스후미)
3. 道は なぜ続くのか？ / 길은 왜 계속되는 것인가? - 아이치 토요타 선발
4. ずっとずっと先の今日 / 훨씬 전 앞의 오늘 - 셀렉션18
5. 賛成カワイイ！ off vocal
6. いつのまにか、弱い者いじめ off vocal
7. 道は なぜ続くのか？ off vocal
8. ずっとずっと先の今日 off vocal

DVD
1. 賛成カワイイ！ Music Video
2. いつのまにか、弱い者いじめ Music Video
3. 특전 영상 II
  - 1. 유신군 궐기집회
  - 2. 결전 II 〈안면 프로레스~SKE48의 “얼굴”은 나다!~〉
미야마에 마이vs마츠이 쥬리나
키타가와 료하vs이시다 안나
이치노 나루미vs사토 세이라
야노 아즈키vs카토 루미
키타노 루카vs키자키 유리아
야마다 미즈호vs이소하라 쿄카
노구치 유메vs후루카와 아이리
아오키 시오리vs카네코 시오
이다 레오나vs시바타 아야
아즈마 리온vs야마시타 유카리

초회 한정 봉입 특전
- 전국 악수회 이벤트 참가권 (1매)
- 13th 싱글 선발 멤버 생사진 1매 (전 16종류 중 랜덤으로 1종류)

### TYPE-C
자켓 사진 (초회 한정반 표지):시바타 아야·키자키 유리아·스가 나나코·나카니시 유카
자켓 사진 (통상반 표지):오오야 마사나·키자키 유리아·키타가와 료하·이시다 안나
CD
1. 賛成カワイイ！ / 찬성 귀여워!
2. カナリアシンドローム / 카나리아 신드롬 - 백조
(작사: 아키모토 야스시 / 작곡: 하야카와 아키오 / 편곡: 마스다 타케시)
3. 道は なぜ続くのか？ / 길은 왜 계속되는 것인가? - 아이치 토요타 선발
4. ずっとずっと先の今日 / 훨씬 전 앞의 오늘 - 셀렉션18
5. 賛成カワイイ！ off vocal
6. カナリアシンドローム off vocal
7. 道は なぜ続くのか？ off vocal
8. ずっとずっと先の今日 off vocal

DVD
1. 賛成カワイイ！ Music Video
2. カナリアシンドローム Music Video
3. 특전 영상 III
  - 1. 유신군 궐기집회
  - 2. 결전 III 〈안면 프로레스~SKE48의 “얼굴”은 나다!~〉
아즈마 리온vs마츠이 레나
키타가와 료하vs사토 미에코
소라 미유카vs야카타 미키
스가 나나코vs키노시타 유키코
야마다 미즈호vs미즈노 호노카
이와나가 츠구미vs키토 모모나
에고 유나vs마츠모토 리나
니이도이 사야카vs카토 토모코
오리토 아이사vs키모토 카논
오오와키 아리사vs타카기 유마나

초회 한정 봉입 특전
- 전국 악수회 이벤트 참가권 (1매)
- 13th 싱글 선발 멤버 생사진 1매 (전 16종류 중 랜덤으로 1종류)

### TYPE-D
자켓 사진 (초회 한정반 표지):오오바 미나·스다 아카리·키타가와 료하·후루하타 나오
자켓 사진 (통상반 표지):시바타 아야·스다 아카리·타카야나기 아카네·스다 나나코
CD
1. 賛成カワイイ！ / 찬성 귀여워!
2. 石榴の実は憂鬱が何粒詰まっている？ / 석류나무 열매는 우울이 몇 알 차있다? - 홍조
(작사: 아키모토 야스시 / 작곡·편곡: 와타나베 야스시)
3. 道は なぜ続くのか？ / 길은 왜 계속되는 것인가? - 아이치 토요타 선발
4. ずっとずっと先の今日 / 훨씬 전 앞의 오늘 - 셀렉션18
5. 賛成カワイイ！ off vocal
6. 石榴の実は憂鬱が何粒詰まっている？ off vocal
7. 道は なぜ続くのか？ off vocal
8. ずっとずっと先の今日 off vocal

DVD
1. 賛成カワイイ！ Music Video
2. 石榴の実は憂鬱が何粒詰まっている？ Music Video
3. 특전 영상 IV
  - 1. 유신군 궐기집회
  - 2. 결전 IV 〈안면 프로레스~SKE48의 “얼굴”은 나다!~〉
스가 나나코vs오오바 미나
타케우치 사키vs타케우치 마이
에고 유나vs무카이다 마나츠
카마타 나츠키vs우치야마 미코토
후타무라 하루카vs코바야시 아미
키타하라 유나vs데구치 아키
히다카 유자키vs아비루 리호
야마모토 유카vs사이토 마키코
사사키 유카vs이누즈카 아사나
고토 마유코vs고토 리사코

초회 한정 봉입 특전
- 전국 악수회 이벤트 참가권 (1매)
- 13th 싱글 선발 멤버 생사진 1매 (전 16종류 중 랜덤으로 1종류)

### 극장반
자켓 사진 (표지):〈찬성 귀여워!〉 선발 멤버 16명
CD
1. 賛成カワイイ！ / 찬성 귀여워!
2. 道は なぜ続くのか？ / 길은 왜 계속되는 것인가? - 아이치 토요타 선발
3. ずっとずっと先の今日 / 훨씬 전 앞의 오늘 - 셀렉션18
4. SKE48 13th Single Medley
5. 賛成カワイイ！ off vocal
6. 道は なぜ続くのか？ off vocal
7. ずっとずっと先の今日 off vocal

특전
- 개별 악수회 참가권 (1매)

## 선발 멤버
소속 팀은 발매일 시점

### 찬성 귀여워!
(센터:마츠이 쥬리나, 마츠이 레나)
- 팀S: 이시다 안나, 오오야 마사나, 키자키 유리아, 나카니시 유카, 마츠이 쥬리나, 무카이다 마나츠
- 팀KII: 오오바 미나, 시바타 아야, 스다 아카리, 타카야나기 아카네, 후루카와 아이리
- 팀E: 키모토 카논, 스가 나나코, 후루하타 나오, 마츠이 레나
- 연구생: 키타가와 료하

### 여기서 한 방
〈다~스~&츠~마~〉 명의
- 팀KII: 스다 아카리
- 연구생: 마츠무라 카오리

### 언제부턴가, 약한 자 괴롭힘
〈셀렉션8〉 명의
- 팀S: 에고 유나, 니이도이 사야카
- 팀KII: 후타무라 하루카
- 팀E: 아즈마 리온, 이치노 나루미, 이와나가 츠구미, 미즈노 호노카, 미야마에 마이

### 카나리아 신드롬
〈백조〉 명의
(센터:이소하라 쿄카)
- 팀S: 아비루 리호, 이소하라 쿄카, 고토 리사코, 사이토 마키코, 츠즈키 리카
- 팀KII: 우치야마 미코토, 카토 토모코, 코바야시 아미, 사토 미에코, 마츠모토 리나
- 팀E: 사카이 메이, 야마다 레이카
- 연구생: 이누즈카 아사나, 오기노 리사, 키타노 루카, 키타하라 유나

### 석류나무 열매는 우울이 몇 알 차있다?
〈홍조〉 명의
(센터:야마다 미즈호)
- 팀S: 사토 세이라, 데구치 아키, 야카타 미키
- 팀KII: 카토 루미, 타카기 유마나, 타케우치 마이, 야마시타 유카리, 야마다 미즈호
- 팀E: 이구치 시오리, 우메모토 마도카, 카네코 시오리, 키토 모모나, 키노시타 유키코
- 연구생: 아오키 시오리, 오오와키 아리사, 쿠마자키 하루카

### 길은 왜 계속되는 것인가?
〈아이치 토요타 선발〉 명의
- 팀S: 오오야 마사나, 키자키 유리아, 마츠이 쥬리나, 무카이다 마나츠
- 팀KII: 시바타 아야, 스다 아카리, 타카야나기 아카네, 후루카와 아이리
- 팀E: 키모토 카논, 후루하타 나오, 마츠이 레나
- 연구생: 키타가와 료하

### 훨씬 전 앞의 오늘
〈셀렉션18〉 명의
- 팀S: 이소하라 쿄카, 오오야 마사나, 키자키 유리아, 사이토 마키코, 나카니시 유카, 마츠이 쥬리나
- 팀KII: 오오바 미나, 코바야시 아미, 시바타 아야, 스다 아카리, 타카야나기 아카네, 마츠모토 리나
- 팀E: 우메모토 마도카, 카네코 시오리, 키모토 카논, 마츠이 레나
- 연구생: 마츠무라 카오리
《AKB48 32nd 싱글 선발 총선거》에서 랭크 인한 멤버로 결성.